# Mortal Kombat Legends: Cage Match
Série
Mortal Kombat Legends: Snow Blind
(2022)
Pour plus de détails, voir Fiche technique et Distribution.
Mortal Kombat Legends: Cage Match est un film américain réalisé par Ethan Spaulding, sorti en 2023. L'ambiance du film rappelle les années 1980.

## Synopsis
Le film revient sur les origines du personnage Johnny Cage.

## Fiche technique
- Titre : Mortal Kombat Legends: Cage Match
- Réalisation : Ethan Spaulding
- Scénario : Jeremy Adams, d'après la série de jeux vidéo créée par Ed Boon
- Musique : John Jennings Boyd et Eric V. Hachikian
- Montage : Craig Paulsen
- Production : Lisa Hallbauer
- Société de production : Midway Games et Warner Bros. Animation
- Pays :  États-Unis
- Genre : Animation, action, aventure et fantasy
- Durée : 76 minutes
- Dates de sortie : 
  -  États-Unis : 17 octobre 2023

## Doublage
- Joel McHale : Johnny Cage
- Jennifer Grey : Jennifer Grey / Sareena
- Dusan Brown : Chuck Golden
- Grey Griffin : Kia / le petit garçon / la vieille femme
- Robin Atkin Downes : Shinnok
- Zehra Fazal : Jataaka
- Gilbert Gottfried : David Doubldy
- Kelly Hu : Ashrah
- Phil LaMarr : Brian Van Jones
- Dave B. Mitchell : Raiden / le chauffeur de bus
- Armen Taylor : maître Boyd / Mugger

## Accueil
Matt Donato pour IGN a donné au film la note de 6/10.